# Higuerote
Higuerote è una città del Venezuela situata nello Stato di Miranda e in particolare nel comune di Brión.